# Anton Joseph Dorsch
Anton Joseph Friedrich Caspar Dorsch, auch Anton Josef Dorsch (* 11. Juni 1758 in Heppenheim; † Mai 1819 in Paris) war ein deutscher Theologe, Hochschullehrer, Aufklärer und Revolutionär.

## Leben
Dorsch studierte von 1776 bis 1780 Philosophie und Theologie und wurde 1784 in Theologie promoviert. Er erhielt den Lehrstuhl für Philosophie an der Universität Mainz. Er beschäftigte sich seit Beginn der Französischen Revolution insbesondere mit der Aufklärung und Kant im Besonderen.
1791 ging er nach Straßburg, wo er Vikar bei Louis René Édouard de Rohan-Guéméné war und kehrte im November 1792 in das nun französisch besetzte Mainz (→ Mainzer Republik) zurück. Dort war er als Präsident der „Allgemeinen Administration“ tätig. Für den Aufbau von Jakobinerklubs engagierte er sich in Mainz, Worms und Speyer.
Vor der Bedrohung Mainz' durch deutsche Truppen während der Belagerung von Mainz (1793) floh er am 30. März gemeinsam mit Georg Christian Wedekind, wurde jedoch in Oppenheim gestellt und musste nach Mainz zurückkehren, das er erst nach der Kapitulation verlassen konnte.
In Frankreich arbeitete er für das Außenministerium, wurde 1794 Präsident der provisorischen Zentralverwaltung für die Länder zwischen Maas und Rhein mit Sitz in Aachen und wurde am 22. Juni 1800 Unterpräfekt des Arrondissements Kleve. 1805 wurde er zum Steuerdirektor in Quimper (Département Finistère) ernannt und Charles-Louis de Keverberg de Kessel wurde Unterpräfekt in Kleve. Auf Grund der Befreiungskriege flüchtete er 1813 wiederum nach Paris.

## Werk
- Quelques réflexions sur l’établissement de la République cis-rhénane. Par le citoyen Dorsch, employé aux relations extérieures. (Paris, Imprimerie C. F. Cramer, an VI de la République française 15 SS. 8°).

Denkschrift von Anton Joseph Dorsch für die Annexion des linken Rheinufers durch die Französische Republik, gegen die Gründung einer besonderen Cisrhenanischen Republik. Gegensatz zu den Ausführungen von Georg Friedrich Rebmann über diesen Gegenstand. (1797 Oktober c. 10), Paris.
- Statistique du département de la Roer, Cologne An XII (1804).